# Compsosuchus solus
Compsosuchus solus (Compsosuchus, gr. "crocodil bonit") és un gènere representat per una única espècie de dinosaure teròpode abelisàurid que va viure durant el Cretaci superior, (fa aproximadament 70 milions d'anys, en el Maastrichtià) en el que és avui l'Índia.

## Descripció
El Compsosuchus va ser un petit teròpode, gràcil que arrib a mesurar 2,00 metres de llarg, 0,80 d'alt i a pesar uns 20 quilograms.

## Història
El Compsosuchus va ser descrit durant 1933 per von Huene i Matley. Ho describierón a partir de restes trobades en la formació de Lameta, en la muntanya Bara Simla, en Madhya Pradesh, Índia. L'únic exemplar trobat, un axis articulat es troba articulat.

## Classificació
L'articulació de l'axis fa recordar a la de l'Allosaurus, per això en un principi va ser considerat un Allosauridae. Després va ser col·locat dintre es Coelurosauria i avui és més acceptat com a Abelisauridae, ja que aquest axis és molt similar a dels Carnotaurinae, mostrant una convergència evolutiva entre aquests i els al·losàurids, si bé això encara està en discussió i per a molts és un Nomen dubium.